# Mandra-Eidyllia
Mandra-Eidyllia (in greco Μάνδρα-Ειδύλλια?) è un comune della Grecia situato nella periferia dell'Attica (unità periferica dell'Attica Occidentale) con 17.822 abitanti secondo i dati del censimento 2021.
È stato istituito a seguito della riforma amministrativa detta piano Kallikratis in vigore dal gennaio 2011 che ha abolito le prefetture e accorpato numerosi comuni.